# Bridgend Hotel

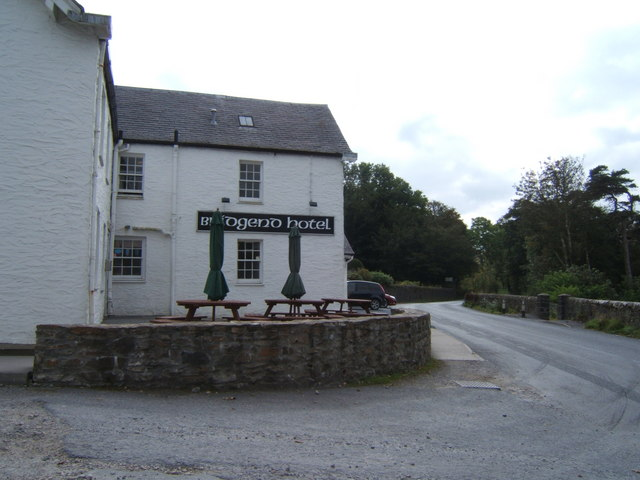
Bridgend Hotel

Das Bridgend Hotel ist ein traditioneller Hotelbetrieb in der schottischen Ortschaft Bridgend auf der Hebrideninsel Islay. Es liegt unweit der Sorn-Brücke über den Sorn direkt östlich der A846, welche die Hauptstraße Bridgends darstellt. 1971 wurden das Bridgend Hotel als Ensemble zusammen mit der Poststelle von Bridgend in die schottischen Denkmallisten in der Kategorie B aufgenommen. Seit 2006 ist das Gebäude als Einzeldenkmal in der Kategorie C eingetragen.

## Geschichte
Das exakte Baudatum des Gebäudes ist nicht bekannt, Historic Scotland gibt jedoch einen Zeitraum um das Jahr 1850 an. Auf der Netzpräsenz des heutigen Hotels ist 1849 als die früheste Erwähnung angegeben, so dass davon auszugehen ist, dass das Gebäude in den 1840er Jahren errichtet wurde. Zunächst war dort wahrscheinlich ein Bauernhof untergebracht, welcher später zu einem Hotel umgebaut wurde. Wann dies genau geschah, ist nicht überliefert. Der berühmte Whiskyhistoriker Alfred Barnard verweilte jedoch während seines gesamten Aufenthalts auf der Insel im Rahmen seiner Whiskyreise im Bridgend Hotel, woraus geschlossen werden kann, dass der Umbau vor 1885 vorgenommen wurde. Das Hotel hieß zunächst Beat-an-Ath.

## Beschreibung
Das Bridgend Hotel besteht aus mehreren verschachtelten Gebäudeteilen und Flügeln. Das zweistöckige Gebäude ist in einfachem Viktorianischen Stil gebaut. Die Fassaden sind in der traditionellen Harling-Technik verputzt. Auf dem Obergeschoss sitzen Satteldächer auf, deren Gebälk an den Giebeln sichtbar ist. Der Straße zugewandt treten zwei kurze, einstöckige Vorbauten mit Satteldächern hervor, von denen einer als Eingangsbereich dient. Der zweite dient zumindest heute keinem erkennbaren Zwecke mehr. An einem Anbau im südlichen Teil, der dem Stil des ursprünglichen Gebäudes nachempfunden ist, ist das freiliegende Schichtenmauerwerk zu sehen. Dieser Flügel schließt ebenfalls mit einem Satteldach mit drei Dachgauben ab.
An der nördlichen Begrenzung des Innenhofes befindet sich eine Stallung, die im frühen 19. Jahrhundert errichtet wurde. Sie ist zweistöckig im traditionellen Stil aus Bruchstein gebaut. Das abschließende Satteldach ist mit Schieferschindeln gedeckt. An der Einfahrt zum Innenhof, dem heutigen Hotelparkplatz, befindet sich das massive Wartehäuschen der Bushaltestelle von Bridgend. Es ist geräumig und mit Holzbänken ausgestattet.